# Alain Sutter
Alain Sutter (Berna, Suiza, 22 de enero de 1968) es un exfutbolista internacional suizo.

## Trayectoria
La carrera de Sutter comenzó en 1985 en las filas del Grasshoppers suizo, uno de los clubes más importantes del país. Su edasd juvenil, 17 años, le obligó a marcharse cedido en la temporada 1987/88 al Young Boys de su ciudad natal, Berna, en busca de los minutos que no le aseguraba el club de Zúrich. También con 17 años debutó con la selección suiza.
Ya de regreso en la temporada 1988/89 al Grasshoppers, Sutter terminó de explotar al año que viene, donde logró 12 tantos. En la campaña 1993/94, temporada del Mundial USA '94, ficha por el Núremberg alemán. En ese Mundial, Sutter desempeñó un papel fundamental en la gran actuación del combinado helvético llegando hasta los octavos de final, donde fue eliminado sin paliativos por un gran España, que ganó 3-0.
En aquel equipo Sutter era uno de los jugadores más importantes junto al killer Stéphane Chapuisat, Adrian Knup y Ciriaco Sforza. El equipo centroeuropeo quedó encuadrado en un difícil grupo A, junto al anfitrión, Estados Unidos y las selecciones de Rumania y Colombia, con Hagi y Faustino Asprilla como rutilantes estrellas locales, respectivamente, que venían haciendo un gran fútbol. Sorprendentemente, Suiza se coló en el segundo puesto gracias, en parte, a la exhibición del equipo suizo frente a Rumania, a la que ganó por 1-4, con gol incluido de Alain Sutter.
El gran juego demostrado por la selección suiza y la calidad de la zurda de Sutter, junto a su inconfundible larga melena rubia, hizo que el Bayern Múnich se hiciera con los servicios del talentoso extremo zurdo helvético para la temporada 1994/95, donde coincidiría con Ciriaco Sforza, compañero de selección. Sin embargo, una temporada complicada en el equipo muniqués precipitó la salida del suizo a otro club de la Bundesliga, el Friburgo, donde jugaría dos temporadas.
En 1997, Sutter emigra a la MLS junto a otros jugadores europeos como Walter Zenga. Sutter firmó con los Dallas Burn, equipo donde se retiró en 1999.
Actualmente, Alain Sutter es comentarista de partidos de fútbol en una televisión de su país.

## Clubes
| Club                    | País           | Año       |
| ----------------------- | -------------- | --------- |
| Grasshopper-Club Zürich | Suiza          | 1985-1987 |
| BSC Young Boys          | Suiza          | 1987-1988 |
| Grasshopper-Club Zürich | Suiza          | 1988-1993 |
| 1. FC Nürnberg          | Alemania       | 1993-1994 |
| Bayern de Múnich        | Alemania       | 1994-1995 |
| SC Freiburg             | Alemania       | 1995-1997 |
| Dallas Burn             | Estados Unidos | 1997-1999 |